# Balão barragem
Balão barragem - é um balão enorme, baseado no desenho de Caquot do balão de observação, utilizado como defensa contra aviões. O balão possuía um cabo que o ligava ao solo ou a edifícios e que servia como obstáculo contra aviões, nomeadamente as hélices. Algumas versões carregavam pequenas cargas explosivas que eram puxadas contra o avião para garantir a destruição do aparelho. Os balões barragem apenas eram realmente bem-sucedidos para aviões de baixo voo, pois o peso de um cabo mais longo impedia a sua utilização em maiores altitudes.
Em 1938 o Comando Britânico de Balões foi estabelecido para proteger cidades e pontos importantes como áreas industriais e portos. Com a intenção de servirem de defesa contra bombardeiros-de-mergulho, voando em altitudes até aos 5 mil pés, forçando o avião a voar mais alto e a entrar no alcance de fogo antiaéreo concentrado. A meio de 1940 existiam 1400 balões, um terço dos quais sobre a zona de Londres, onde se provaram de grande utilização contra os bombardeiros alemães que voavam mesmo sob eles.
Contudo a construção de mais balões continuou, e por volta de 1944 existiam já 3 mil balões. Provaram-se particularmente eficazes contra mísseis V-1, que voavam abaixo dos 2 mil pés, sendo aclamando a destruição de pelo menos 100 mísseis.
Muitos bombardeiros alemães foram equipados com aparelhos para cortarem os cabos destes balões.
Durante a Segunda Guerra Mundial estes balões foram também utilizados presos a navios de guerra e de transporte, nomeadamente durante o Dia D.